# Mysto & Pizzi
Mysto & Pizzi ist ein US-amerikanisches Produzenten- und Remixer-Duo, das aus den beiden DJs Marc Joseph und Yaroslav Vynnytsky besteht. 2016 gründeten sie das Project Orijins.

## Musikkarriere
Marc Joseph (* 1990) und Yaroslav Vynnytsky (* 1989) spielten damals in mehreren Clubs ihrer Heimatstadt New York im Stadtteil Queens, bis sie 2005 das Projekt Mysto & Pizzi gründeten. Sie machten erstmals durch die Produktion des Albums Double Up von R. Kelly auf sich aufmerksam, das es bis an die Chartspitze der Album-Charts in den USA schaffte. Für dieses Album erhielten sie eine Platin-Schallplatte. Daraufhin produzierten sie den Track Love von Kelly Rowland, der auf dem Album Ms. Kelly zu finden ist.
Abgesehen von ihrer Karriere als Produzenten hat das Duo auch große Online-Erfolge mit ihrem Video-Blog (www.mystoandpizzi.com). Dort laden sie Videos von Liveauftritten in ihrem Studio hoch. Dank 37 Millionen Klicks auf einem ihrer Videos konnten sie die Spitze der YouTube-Musik-Charts erreichen. Ihre Songs werden auch häufig für Werbungen, Filme oder sonstige TV-Auftritte verwendet. Ein Beispiel dafür ist das Remake des 80er-Hits Somebody's Watching Me von Rockwell, der im Auftrag von der Autoversicherungsgesellschaft Geico produziert und veröffentlicht wurde und als Hintergrundmusik für eine Werbung diente. Neben diesem Remake veröffentlichten die beiden DJs auch zwei eigene Singles, die die Namen Hymn und Where Is the Love (Love Is Hard to Find) tragen. Where Is Love (Love Is Hard to Find) nahmen sie mit Jonny Rose auf.
Mysto & Pizzi tritt seit 2007 besonders durch Remixe in Erscheinung. Dabei sind unter anderem auch Künstler wie Justin Timberlake (What Goes Around... Comes Around), DJ Antoine (Sunlight & This Time) oder Beyoncé (Halo). Mit ihrem Remix zu EDXs und John Williams’ Song Give It Up for Love erreichten sie Platz 2 der Beatport Top 100 und Platz 1 der House-Charts.
Im Oktober 2016 gründeten sie das Projekt Orijins, dem sie fortan Priorität widmeten.

## Diskografie

### Singles
- 2009: Somebody's Watching Me (Im Auftrag von Geico)
- 2011: Where Is Love (Love Is Hard to Find) feat. Jonny Rose
- 2011: Hymn

Produktionen
- 2005: Nina Sky – Ladies Night

- 2007: Ciara – Like a Boy
- 2007: Justin Timberlake – LoveStoned / I Think She Knows
- 2007: Justin Timberlake – What Goes Around... Comes Around
- 2007: R. Kelly – Double Up
- 2007: Kelly Rowland – Love

- 2010: Avicii – Malo

- 2012: Jeremy Carr – Just One Breath

Remixe
- 2007: Justin Timberlake – What Goes Around... Comes Around (Mysto & Pizzi Remix)
- 2007: Ciara – Like a Boy (Mysto & Pizzi Dance Remix)

- 2008: Jay-Z feat. Mary J. Blige – You're Welcome (Mysto & Pizzi Dance Remix)

- 2009: Culcha Candela – Monsta (Mysto & Pizzi Rmx)

- 2010: Avicii – Malo (Mysto & Pizzi Remix)
- 2010: Tiësto (feat. Emily Haines) – Knock You Out (Mysto & Pizzi Remix)
- 2010: Beyoncé – Halo (Mysto & Pizzi Dance Remix)

- 2011: DJ Antoine – This Time (Mysto & Pizzi Remix)
- 2011: Adrian Lux feat. The Good Natured – Alive (Mysto & Pizzi Remix)
- 2011: Regi – The Way We Are (Mysto & Pizzi Remix)
- 2011: DJ Antoine feat. Tom Dice – Sunlight (Mysto & Pizzi Extended Mix)

- 2012: Kaskade feat. Skylar Grey – Room for Happiness (Mysto & Pizzi Remix)
- 2012: EDX feat. John Williams – Give It Up for Love
- 2012: Kanye West – Love Lockdown